# ФК Шахтьор Караганда
„Шахтьор“ (Караганда) (на казахски: „Шахтер“ футбол клубы) е футболен клуб от град Караганда, Карагандинска област, Казахстан.
Отборът е участвал във всички издания на Казахстанската премиер лига, но въпреки това най-големият му успех до 2011 г. е 3-то място през 1995 и 2007 г. През сезон 2011 тимът печели шампионата. Бил е сред водещите казахски отбори в първенствата на СССР.
На 19 септември 2008 г. „Шахтьор“ (Караганда) и ФК „Восток“ са изхвърлени от Премиер лигата заради уговаряне на мач, а замесените треньори и мениджъри получават забрана за участие по какъвто и да е начин във футбола в рамките на 60 мес. На 2 октомври същата година обаче Футболната федерация на Казахстан променя решението си и на „Шахтьор“ са отнети 9 точки за текущия сезон, а ФК „Восток“ остава извън професионалния футбол.

## Успехи
Казахстан
- Висша лига на Казахстан
  -  Шампион (2): 2011, 2012
  -  Бронзов медалист (3): 1995, 2007, 2009
- Купа на Казахстан:
  -  Носител (1): 2013
  -  Финалист (2): 2009, 2010
- Суперкупа на Казахстан
  -  Носител (1): 2013
  -  Финалист (2): 2012, 2014
- Купа на общността
  -  Финалист (2): 2009, 2010

### СССР
- Първа лига
  -  Шампион (1): 1962
- Втора лига
  -  Шампион (2): 1982, 1983
- Купа на Средна Азия
  -  Финалист (1): 1953

## Европейски участия
| Сезон   | Турнир           | Кръг     |  | Противник             | Домакинство     | Гостуване | Общ рез. |
| ------- | ---------------- | -------- |  | --------------------- | --------------- | --------- | -------- |
| 2006/07 | Купа Интертото   | 1-ви     |  | Партизан Минск        | 1:5             | 3:1       | 4:6      |
| 2008/09 | Купа на УЕФА     | 1-ви кв. |  | Дебрецен              | 1:1             | 0:1       | 1:2      |
| 2010/11 | УЕФА Лига Европа | 1-ви кв. |  | Рух Хожов             | 1:2             | 0:1       | 1:3      |
| 2011/12 | УЕФА Лига Европа | 1-ви кв. |  | Копер                 | 2:1             | 1:1       | 3:2      |
| 2011/12 | УЕФА Лига Европа | 2-ри кв. |  | Сейнт Патрикс Атлетик | 2:1             | 0:2       | 2:3      |
| 2012/13 | Шампионска лига  | 2-ри кв. |  | Слован Либерец        | 1:1 (сл. прод.) | 0:1       | 1:2      |

## Български футболисти
- Пламен Димов: 2015 - (10 мача - 2 гола)
- Мартин Тошев: 2021 - (10 мача - 0 гола)